# Nébian
Nébian – miejscowość i gmina we Francji, w regionie Oksytania, w departamencie Hérault.
Według danych na rok 1990 gminę zamieszkiwało 957 osób, a gęstość zaludnienia wynosiła 98 osób/km² (wśród 1545 gmin Langwedocji-Roussillon Nébian plasuje się na 354. miejscu pod względem liczby ludności, natomiast pod względem powierzchni na miejscu 767.).